# Richard Greswell
Richard Greswell (* 22. Juli 1800 in Denton, Lincolnshire; † 22. Juli 1881 in Oxford) war ein britischer Lehrer am Worcester College der University of Oxford und Wiederbegründer der National Society for Promoting Religious Education.

## Leben und Wirken
Richard Greswell war der vierte Sohn des Geistlichen William Parr Greswell (1765–1854) und dessen Frau Anne Hague (1766–1841). Er war ein jüngerer Bruder des Bibelforschers Edward Greswell (1797–1869). Nachdem er zunächst von seinem Vater erzogen wurde, begann er 1818 mit einem Stipendium sein Studium am Worcester College der University of Oxford. 1822 wurde er zum Hilfslehrer am Worcester College ernannt und im darauf folgenden Jahr zum Lehrer. Im Juni 1824 wurde Greswell dort Fellow. 1822 absolvierte er den Bachelor of Arts, 1825 den Master of Arts und 1836 den Bachelor of Divinity. 1828 wurde Greswell ordiniert, war jedoch nie als Seelsorger tätig. Am 5. April 1836 heiratete er Joana Julia, eine Tochter von James Armetriding, des Rektors von Steeple Aston war. Nach der Heirat gab Greswell seine Mitgliedschaft am Worcester College auf, blieb aber bis 1853 weiterhin dort Lehrer.
Greswell war vielseitig interessiert. Er wurde eines der ersten Mitglieder der 1828 gegründeten Ashmolean Society. Am 10. Juni 1830 wurde Greswell als Mitglied in die Royal Society aufgenommen. Ende der 1820er unterstützte er die Idee eines Naturhistorischen Museums in Oxford und begann 1850 eine Subskription für diesen Zweck. 1843 schlug Greswell die Einrichtung eines Lehrstuhls für Kunsttheorie vor. Als Unterstützer der Oxford-Bewegung fungierte er von 1847 bis 1865 als Vorsitzender des Wahlausschusses von William Ewart Gladstone in Oxford. 1843 eröffnete Greswell eine Subskription für die Wiedergründung der National Society for Promoting Religious Education, die kirchliche Schulen betrieb. Mit Unterstützung des Erzbischofs von Canterbury William Howley (1766–1848) und des Premierministers Robert Peel konnte er über 200.000 Pfund zusammentragen. Diese Initiative half die Vorherrschaft der Church of England als Anbieter der Grundschulbildung zu sichern.
Nach 1875 wurde Greswell zunehmend gebrechlicher und wurde von seinen beiden Töchtern Joana Julia (* 1838) und Helen Margaret (* 1840) gepflegt.
Er starb an seinem 81. Geburtstag und wurde an der St. Mary Magdalen’s Church in Oxford bestattet.

## Nachweise